# Linkning i Skørping
|  | Denne artikel er oprettet af botten Steenthbot ud fra en ekstern database. Den kan derfor have sproglige fejl eller mangler. Denne skabelon kan fjernes efter kontrol af indholdet. |

Linkning i Skørping er en dansk dokumentarisk optagelse fra 1931.

## Handling
Skørping maj 1931.